# Иван Миндиликов
Иван Иванов Миндиликов е български общественик и политик. В периода от 1923 г. до 1931 г. е кмет на Плевен. Един от най-успешните кметове на Плевен.

## Биография
Иван Миндиликов е роден на 12 юни 1898 г. в Плевен. Завършва плевенската Първа мъжка гимназия. След това е мобилизиран, завършва школа за запасни офицери и е изпратен на фронта. В политиката влиза като технически секретар на градското бюро на Демократическата партия. 
Завършва право в Софийски университет „Св. Климент Охридски”.
Демократическата партия влиза в Демократическия сговор, в който Иван Миндиликов е от крилото на Андрей Ляпчев.  По време на управлението на Иван Миндиликов като кмет в Плевен са създадени първите в страната доходоносни общински стопански предприятия, които се самоиздържат и реализират печалба. По инициатива на Иван Миндиликов в Плевен са построени електрическа централа, модерна за времето си кланица с хладилна инсталация, имаща голямо значение за стопанското развитие на града, снабдени с най-модерна техника са Пожарната команда и Сметоизхвърлянето, като са обособени в отделни стопански предприятия. По време на управлението на Иван Миндиликов са предприети стъпки за цялостно модерно водоснабдяване, построени са железопътна гара, Съдебната и Сметната палати, стадионът на града. Иван Миндиликов полага много усилия и за решаване на социалните проблеми на съгражданите си. Той лично оглавява учреденото комисарство по прехраната. По негово време е основан и фонд за осигуряване на хляб за бедните. След 8-годишното му управление общата дължина на улиците в Плевен е 90 км, от които 33 км са новозастлани. Завършени и проправени са близо 160 км общински пътища, свързващи града със съседните селища.
Умира на 24 юли 1944 г. в Шумен след боледуване.
Удостоен е посмъртно със званието Почетен гражданин на Община Плевен. На негово име е наименувана улица и един от големите площади в Плевен.